# Pelle scamosciata

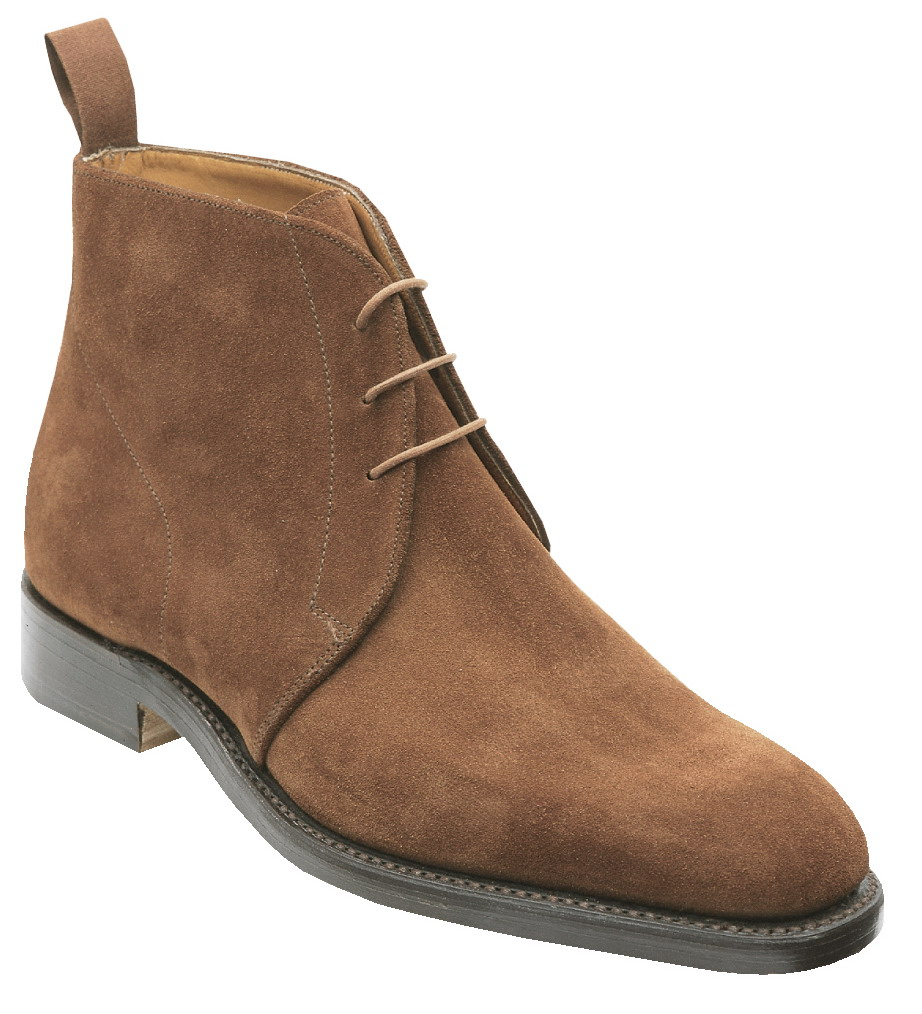
Polacchino in pelle scamosciata

La pelle scamosciata è un tipo di pellame con una finitura di pelo, comunemente usata per giacche, scarpe, borse e altri oggetti. La pelle scamosciata è realizzata dalla parte inferiore della pelle animale, che è più morbida e flessibile rispetto allo strato esterno, sebbene non durevole. Nonostante il nome, le pelli scamosciate sono solitamente di origine bovina, ovina o caprina.

## Produzione

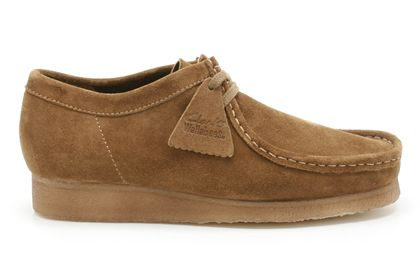
Scarpa Wallabee in pelle scamosciata

La pelle scamosciata è prodotta dalla parte inferiore della pelle, principalmente di agnello, sebbene quella di capra, vitello e cervo siano comunemente usate. Anche le pelli spesse di mucca e cervo vengono utilizzate, ma, a causa del contenuto di fibre, hanno un pelo ispido. Poiché la pelle scamosciata non include il resistente strato esterno della pelle, è meno resistente ma più morbida della pelle standard ("pieno fiore"). La sua morbidezza, sottigliezza e flessibilità la rendono adatta per l'abbigliamento e gli usi delicati; la pelle scamosciata era originariamente usata per i guanti da donna. La pelle scamosciata è anche popolare in tappezzeria, per la fabbricazione delle scarpe,  borse e altri accessori e come fodera per altri prodotti in pelle. A causa della sua natura ruvida e dei pori aperti, la pelle scamosciata può sporcarsi e assorbire rapidamente i liquidi.
La pelle scamosciata di mucca è un tipo di pelle pelosa. La sua produzione comprende i seguenti processi:
- Scelta
- Riconcia
- Fresatura
- Ispezione
- Confezione

## Alternative
Alcuni tessuti sono spesso realizzati con una finitura spazzolata o a pelo per assomigliare alla pelle scamosciata. Questi prodotti offrono spesso un aspetto simile alla pelle scamosciata, ma presentano vantaggi come una maggiore resistenza ai liquidi o alle macchie e possono attrarre i consumatori che preferiscono un prodotto non animale.
Seta scamosciata, cotone scamosciato e tessuti scamosciati simili sono spazzolati, levigati o trattati chimicamente per una maggiore morbidezza. I filati "scamosciati" sono generalmente spessi e morbidi.
 Alcantara e Ultrasuede sono marchi registrati di microfibra con una sensazione simile al morbido camoscio, ma più durevole e resistente a liquidi e macchie. Possono essere utilizzati in tappezzeria, accessori, abbigliamento o scarpe.